# Налог на диплом
«Налог на диплом» — неофициальное название компенсации государству стоимости высшего образования, уплаты которой в 1972—1973 годах требовали от желавших эмигрировать из СССР.
С 1971 года власти СССР под международным давлением разрешили относительно массовую эмиграцию евреев и членов их семей (формально только в Израиль, фактически также в США и ряд других стран). Однако 3 августа 1972 года был издан Указ Президиума Верховного Совета СССР «О возмещении гражданами СССР, выезжающими на постоянное место жительства за границу, государственных затрат на обучение». В тот же день Совет Министров СССР утвердил инструкцию о размерах и порядке этого возмещения. Так, выпускник МГУ должен был заплатить 12,2 тыс. руб., а не закончивший обучение — 2,4–2,5 тыс. руб. за каждый год обучения. Другие высшие учебные заведения ценились ниже: так, например, полный курс в инженерно-технических, инженерно-экономических и высших военных учебных заведениях оценивался в 7,7 тыс. руб., в сельскохозяйственных и лесных — в 5,6 тыс. руб., в институтах культуры,  экономических, юридических и педагогических — в 4,5 тыс. руб. С тех, кто имел научную степень или даже не окончил аспирантуру, взимались дополнительные выплаты. При этом для сравнения следует иметь в виду, что средняя зарплата в СССР в 1972 году составляла 121,8 руб. в месяц, а автомобиль ВАЗ-2101 стоил 4,5 тыс. руб. Следует также иметь в виду, что эмигранты лишались заработанных ими пенсий.
Такие требования вызвали возмущение у желающих эмигрировать. Пятьсот советских евреев послали письмо протеста Генеральному секретарю ООН и просили поставить вопрос о свободе выезда на Генеральной Ассамблее ООН. Протесты против препятствий для эмиграции советских евреев проходили и за рубежом, прежде всего в США. Была внесена Поправка Джексона — Вэника, ограничивавшая торговлю со странами, препятствующими свободной эмиграции своих граждан (она была принята в 1974 году).
Желая улучшить отношения с США, советские власти дважды выпустили по 600 человек без оплаты «налога на образование». С марта 1973 года взимание платы за образование более не возобновлялось, хотя формально указ от 3 августа 1972 года действовал вплоть до 1991 года, и на местах в ОВИРах были случаи угроз его применения по отношению к эмигрантам.